# Citeureup (Kawali)
Citeureup is een bestuurslaag in het regentschap Ciamis van de provincie West-Java, Indonesië. Citeureup telt 4360 inwoners (volkstelling 2010).